# باري كرسف
باري كرسف هي قرية في مقاطعة كاشان، إيران. يقدر عدد سكانها بـ 555 نسمة بحسب إحصاء 2016.